# Le Grand Roman

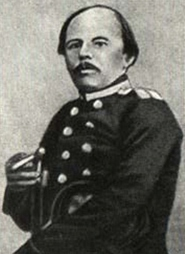
Dostoïevski à Semipalatinsk en 1858

Le Grand Roman (en russe : Большой роман) est une œuvre conçue mais non écrite de l'écrivain russe de l'âge d'or de la littérature russe, Fiodor Dostoïevski. Le nom de Le Grand Roman a été donné pour la première fois à Fiodor Dostoïevski par Tamara Ornatskaïa dans Les annales de la vie et de l'œuvre de F. M. Dostoïevski en 1999,. Ce projet est connu surtout par les lettres de l'écrivain au poète Apollon Maïkov, à Evgueni Iakouchkine, à son frère Mikhaïl Dostoïevski et à l'éditeur Mikhaïl Katkov, durant les années 1856 à 1859.

## Premières mentions
Au début de l'année 1856, Fiodor Dostoïevski est en exil à Semipalatinsk, où sur le plan littéraire, il travaille à un roman comique et écrit aussi ses souvenirs des camps de travail. À cette époque, il espère déjà obtenir l'autorisation de publier qui lui a été enlevée lors de sa condamnation au bagne. Du 13 au 18 janvier, avec l'écrivain Alexandre Wrangel, Fiodor Dostoïevski envoie une lettre à son frère Mikhaïl dans laquelle il écrit: « Plus que jamais je sais que je suis parti dans une direction et que ce n'est pas en vain que j'en supporterai le fardeau. Je suis convaincu que j'ai du talent et que je peux écrire quelque chose de bien ». La première mention du Grand Roman date du 18 janvier 1856 dans une lettre à Apollon Maïkov, dans laquelle Dostoïevski fait état de la grande histoire finale conçue dans le camp de travail forcé. Dans cette lettre, l'auteur expose seulement le genre des idées sur lequel il se basait, ne s'arrêtant qu'au stade du plan général du roman et des esquisses des épisodes individuels,. Il raconte en même temps qu'en attendant de s'attaquer à cette œuvre, il s'est attaché à une autre de type comique sans le citer, mais qui de l'avis des chercheurs est soit Le Rêve de l'oncle, soit Le Bourg de Stépantchikovo et sa population.

## Développement du plan
En octobre 1856, Dostoïevski est promu comme enseigne dans la table des rangs et, en avril 1857, est inscrit à nouveau dans les rangs de la noblesse héréditaire, ce qui signifie en même temps pour lui le droit d'éditer à nouveau. Dostoïevski continue à réfléchir à son Grand Roman comme en témoigne sa lettre du 1er juin 1857 adressée à Evgueni Iakouchkine : «…J'écris <…> un long roman, les aventures d'un personnage, qui ont entre elles un lien général mais se composent d'épisodes séparés les uns des autres et dont chacun se termine séparément <…> Seul le premier livre en 5 parties est écrit jusqu'à présent. Les deux autres seront écrits plus tard… un jour ». À cette époque, selon l'écrivain, son récit sur les aventures de son personnage a déjà atteint une taille à la Dickens ,. Le projet de roman se compose de trois livres en cinq parties. Il a déjà composé le premier livre et il est vraisemblable qu'il pourra être transformé en un ouvrage séparé du genre de Le Bourg de Stépantchikovo et sa population. Le 3 novembre 1857 Dostoïevski écrit à son frère Mikhaïl Dostoïevski à propos du Grand roman, et prévoit son retour prochain à Moscou, pour des raisons dont il est difficile d'entrer dans les détails par correspondance, mais qui viennent du fait qu'il n'a pas sous la main les livres et revues indispensables à la composition de son ouvrage. À propos du Grand Roman, il signale qu'il en a provisoirement abandonné l'idée pour ne pas le gâcher et devoir travailler « dans des délais fixes (comme avant), à cause de l'argent ».
Le 11 janvier 1858, Dostoïevski écrit à propos de la publication de son projet à l'éditeur Mikhaïl Katkov, en lui proposant de diviser son ouvrage en trois livres, dont il promet d'envoyer le premier dès la fin de l'été. Il demande 500 roubles d'argent d'avance sur son travail. Sur les circonstances de la création il écrit : « J'ai imaginé mon roman durant mes loisirs à l'époque où j'étais dans la ville d'Omsk. En quittant Omsk, il y trois ans, je me suis procuré du papier et une plume et je me suis mis au travail immédiatement. Mais il n'était pas nécessaire de courir, il m'est agréable de penser à tout, aux derniers détails du roman, de composer puis de comparer les différentes parties, d'écrire entièrement certaines scènes et surtout de rassembler de la documentation. En trois ans, je ne me suis pas découragé à propos de mon projet et, au contraire, j'en suis devenu dépendant. Les circonstances sont telles aussi que je ne peux pas être assidu et y travailler systématiquement autant que je voudrais ». Le 18 janvier, dans une lettre à son frère Mikhaïl, il écrit qu'il a décidé d'arrêter quelque temps de travailler à son Grand Roman, mais qu'il a travaillé dans celui-ci à un épisode comique : « cet épisode est tout à fait terminé et est très bon par lui-même, mais il nuit à l'ensemble ». Il ajoute qu'il a l'intention d'envoyer à Katkov dans deux mois un petit roman auquel il a pensé il y a huit ans.

## Le roman abandonné
Le 8 février 1858, Dostoïevski mentionne de nouveau son Grand Roman dans sa réponse à Evgueni Iakouchkine, ajoutant qu'il a arrêté de poursuivre sa rédaction quelque temps, alors qu'une partie significative était déjà tout à fait prête. L'écrivain répète que pour une revue, au lieu d'un grand roman, écrire un long récit sur 8 pages était plus facile et se vendait mieux au public. Le 8 mai 1858, Dostoïevski remercie Mikhaïl Katkov pour l'argent envoyé et lui signale que du fait de l'absence de quelques documents et d'impressions qui lui sont nécessaires et qu'il doit recueillir lui-même dans la vrai vie, il est obligé d'arrêter de travailler au Grand Roman. Le 31 mai, l'écrivain signale de nouveau à son frère qu'il a abandonné Le Grand Roman jusqu'à ce qu'il revienne en Russie. Il a de bonnes idées, mais du fait que le personnage qu'il imagine est probablement répandu maintenant en Russie dans la vrai vie, il doit nécessairement enrichir son roman de nouvelles observations qui ne pourront se faire qu'en Russie, après son retour au pays. Le 19 juillet, dans une nouvelle lettre à son frère Dostoïevski, il répète que c'est pour ne pas gâcher un futur grand chef-d'œuvre qu'il abandonne son travail sur Le Grand Roman et aussi pour pouvoir travailler à des récits tels que Le Rêve de l'oncle et Le Bourg de Stépantchikovo et sa population. Le 12 décembre, il écrit encore à Evgueni Iakouchkine qu'il a abandonné la rédaction du Grand Roman pour le moment, pour pouvoir l'écrire correctement et parce qu'il lui manque des références dont il doit disposer personnellement en Russie.
À Tver, le 19 septembre 1859, Dostoïevski rappelle son idée ancienne dans une lettre à son frère : « dommage pour Le Grand roman. Je pensais l'écrire ». Toutes ses lettres reprennent des mentions de la création et de l'abandon de sa production pour ne pas le gâcher, si bien que des chercheurs se sont posé la question de savoir si cette idée n'était pas tout simplement une mystification. Les fréquentes références à son projet devaient permettre dans ce cas de faire passer un message dans les cercles littéraires et à lui offrir en même temps un soutien pour qu'il puisse, après son séjour à Semipalatinsk, revenir à Moscou, ce dont il n'était pas assuré. Après leur période de bagne les condamnés ne pouvaient pas revenir directement à Moscou et devaient résider dans des villes plus petites et éloignées de la capitale.